# Potamonautes ignestii
Potamonautes ignestii é uma espécie de crustáceo da família Potamonautidae.
Pode ser encontrada nos seguintes países: Etiópia e Uganda.